# Fotografia istantanea
La fotografia istantanea (comunemente detta istantanea o Polaroid) è un tipo di fotografia che permette di ottenere stampe fotografiche in tempo relativamente breve (dell'ordine di secondi o minuti) a seguito di uno scatto.
Le più popolari macchine fotografiche in grado di eseguire questa tecnica erano prodotte da Polaroid e Kodak. Attualmente sono in commercio fotocamere istantanee prodotte da Instax, Polaroid, Kodak, Canon, Leica, MiNT Camera e alcune della Lomography.
Negli anni 2000 e 2010 le fotografie istantanee hanno riacquisito popolarità per il loro aspetto vintage.

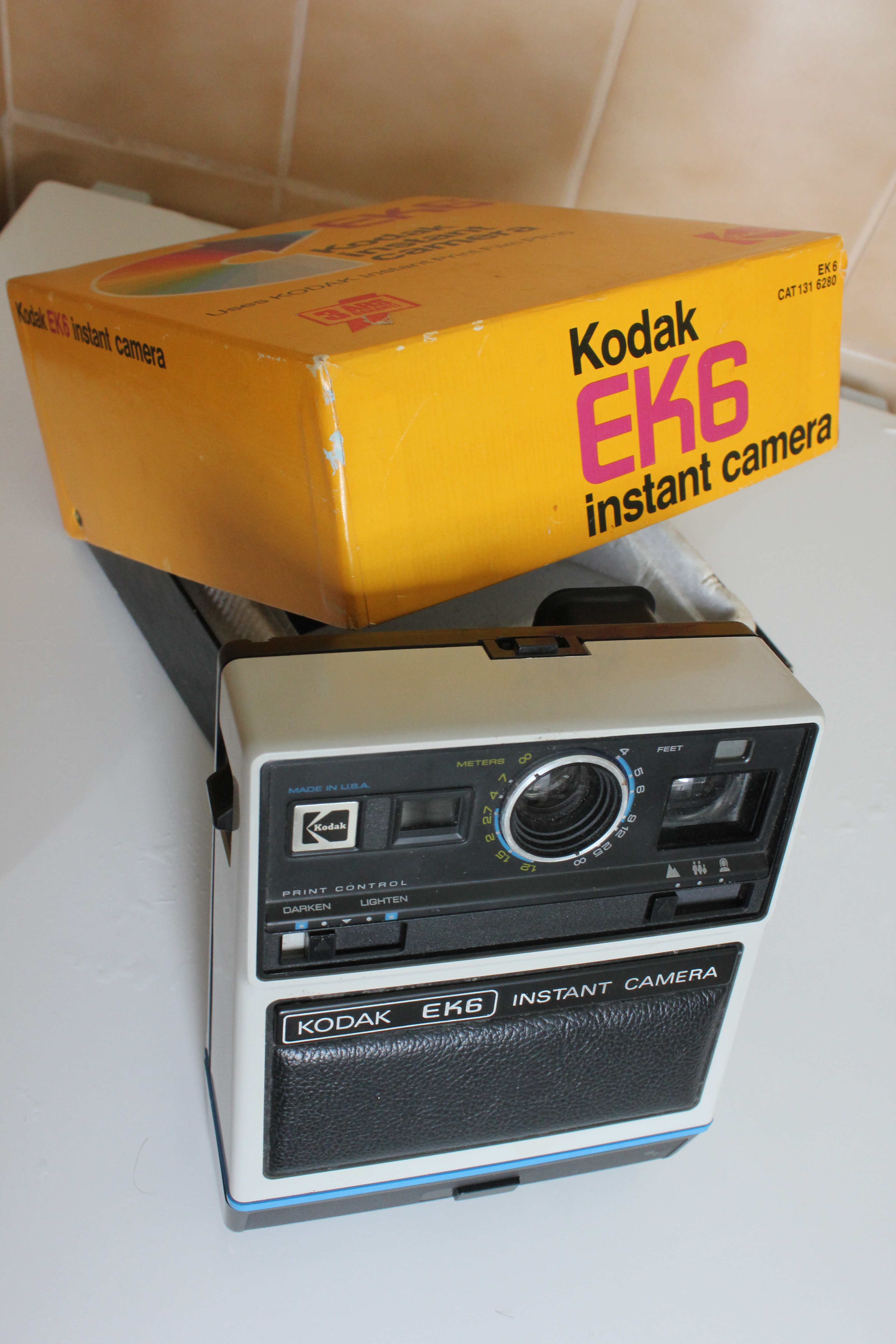
Kodak EK6 Instant Camera

## Sistema Polaroid
Il brevetto della Polaroid consisteva in una particolare fotocamera in grado di contenere una cartuccia contenente una serie di fogli fotosensibili, coperti singolarmente da una pellicola impregnata di una sostanza reagente dal lato a contatto col foglio stesso. Una volta impressionata, la carta necessitava di essere estratta manualmente dalla fotocamera e, trascorso un intervallo di circa 60 secondi, veniva separata dal foglio contenente il reagente, lasciando una immagine impressa direttamente in positivo. Ciò evitava il passaggio dal negativo, che richiedeva l'uso di una camera oscura per lo sviluppo fotografico.
Nato in origine in bianco e nero, il sistema divenne successivamente a colori e riscosse un enorme successo negli anni settanta e ottanta ma la qualità di stampa, pur migliorata nel corso degli anni, non raggiunse mai il livello della stampa fotografica tradizionale. Le stampe effettuate con questo metodo soffrono dell'invecchiamento e dell'esposizione alla luce in maniera sensibilmente superiore al sistema tradizionale. Dopo pochi anni le immagini risultano sbiadite e fortemente virate verso il blu. Un altro difetto delle fotocamere Polaroid era la ridotta capacità di immagazzinamento rispetto al rullino.
Oltre alla Polaroid, negli anni settanta anche la Kodak avviò la produzione di pellicole autosviluppanti denominate Kodak Instant. Di forma rettangolare e superficie 9 x 6,8, le macchine fotografiche Kodak furono in commercio fino al gennaio 1986, a causa di un'azione legale dovuta al brevetto Polaroid.
Prima della diffusione delle fotocamere digitali, la Polaroid introdusse l'innovazione, molto pubblicizzata, dell'eliminazione del foglietto reagente e dell'espulsione meccanica della stampa dalla macchina fotografica.